# Cuatresia physalana
Cuatresia physalana är en potatisväxtart som beskrevs av C.I.Orozco och W.Vargas. Cuatresia physalana ingår i släktet Cuatresia, och familjen potatisväxter. Inga underarter finns listade i Catalogue of Life.